# Xã Watkins, Quận Dent, Missouri
Xã Watkins (tiếng Anh: Watkins Township) là một xã thuộc quận Dent, tiểu bang Missouri, Hoa Kỳ. Năm 2010, dân số của xã này là 1.571 người.